# Antonio González y González

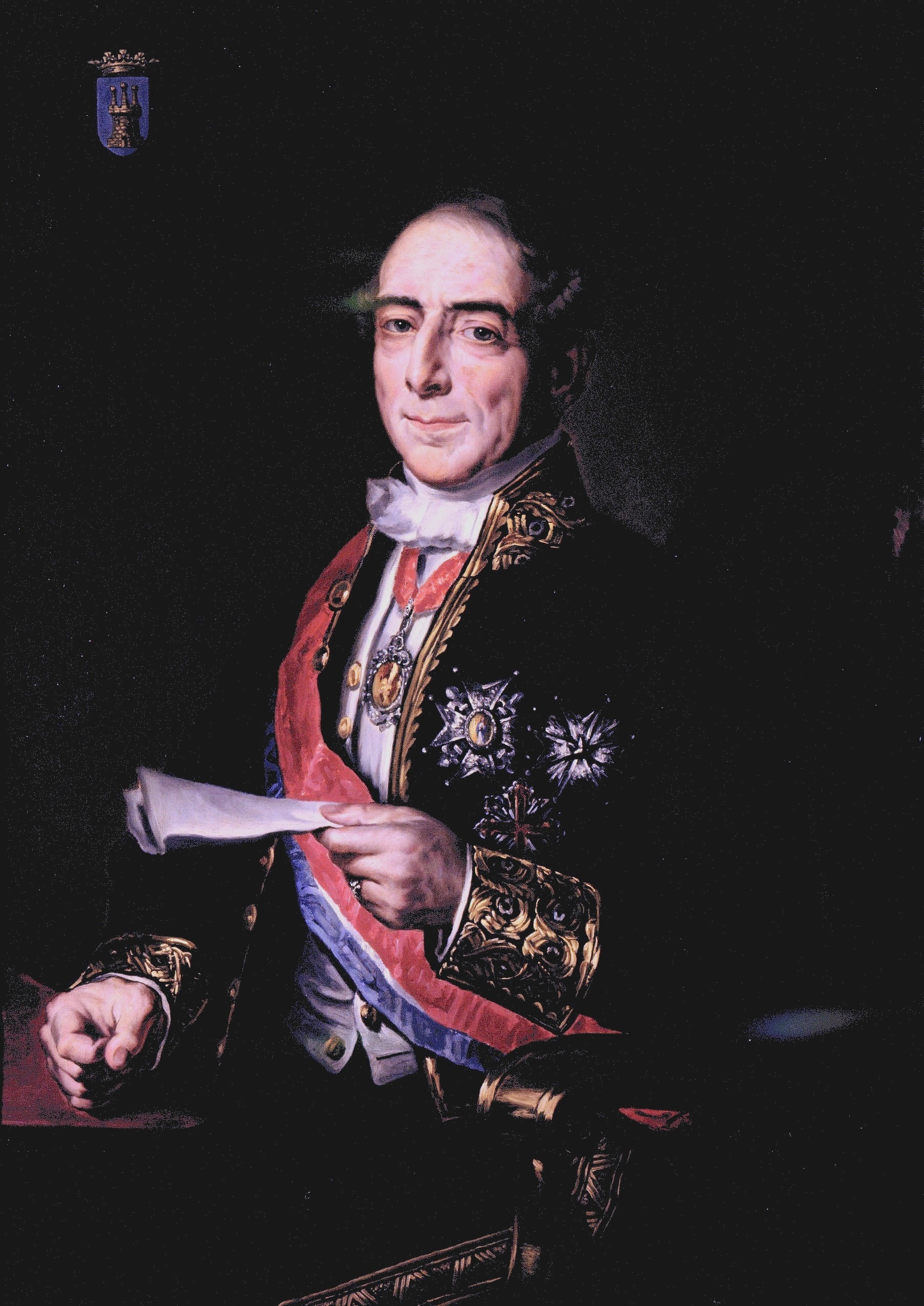
Antonio González y González.

Antonio González y González, markgraaf van Valdeterrazo (Valencia del Mombuey, 5 januari 1792 - Madrid, 30 november 1876) was een Spaans politicus en eerste minister. 

## Levensloop

### De regeringsjaren van Ferdinand VII en Isabella II
González studeerde rechtswetenschappen en trad tijdens de Spaanse Onafhankelijkheidsoorlog als vrijwilliger toe tot een bataljon.
Nadat een Franse invasie in 1823 de liberale revolutie in Spanje beëindigde en het absolutisme van Ferdinand VII hersteld werd, vluchtte González naar Zuid-Amerika en raakte er goed bevriend met brigadegeneraal Baldomero Espartero. Na het overlijden van de koning in september 1833 keerde hij terug naar Spanje. 
Na de troonsovername door Isabella II werd hij op 30 juni 1834 verkozen tot afgevaardigde in het parlement en bleef dit met een onderbreking in 1837-1838 tot op 27 februari 1843. Van 1836 tot 1837 was hij parlementsvoorzitter en van 1837 tot 1838 senator.

### Eerste minister en laatste levensjaren
Op 6 december 1838 werd hij voor drie dagen minister van Genadeverzoeken en Justitie in de regering van Bernardino Fernández de Velasco y Benavides. Na het ontslag van eerste minister Evaristo Pérez de Castro werd González op 20 juli 1840 zelf eerste minister. Hij bleef dit echter tijdelijk en op 12 augustus 1840 werd hij opgevolgd door Valentín Ferraz. Na zijn premierschap werd hij opnieuw minister van Genadeverzoeken en Justitie. Tijdens het regentschap van Baldomero Espartero was hij van 20 mei 1841 tot 17 juni 1842 opnieuw eerste minister en nadien werd hij minister van Buitenlandse Zaken.
Tussen 1846 en 1847 was hij senator voor het leven, maar gaf het mandaat al snel op om ambassadeur in Londen te worden. Van 1854 tot 1856 was hij opnieuw afgevaardigde in het parlement en in de volgende jaren was hij ook actief in de publiciteit. Van februari 1876 tot aan zijn dood enkele maanden later was hij nogmaals senator.